# Royston Vasey
Royston Vasey è una piccola cittadina immaginaria della serie televisiva The League of Gentlemen, situata da qualche parte nel nord dell'Inghilterra.
La città a cui ci si è ispirati per Royson Vasey è Hadfield, nel Derbyshire. In questa cittadina nei pressi di Manchester sono state girate numerosissime scene della serie. Reali ad esempio sono: la macelleria di Hilary Briss, la statua della vittoria alata del War Memorial e la pensione Windermere's.
Il nome della cittadina Royston Vasey è in realtà il vero nome del comico Roy 'Chubby' Brown, che interpreta nella serie The League of Gentlemen il sindaco di Royston Vasey.

## Abitanti e personaggi principali
- Hilary Briss = Macellaio cannibale.
- Dr. Matthew Chinnery = Professionale ma sfortunato veterinario.
- Barbara Dixon = Tassista transessuale.
- Bernice Woodall = Reverendo donna crudele e violenta.
- Edward Tattsyrup = Proprietario del Local Shop, marito e fratello di Tubbs. Reduce di guerra.
- Tubbs Tattsyrup = Proprietaria del Local Shop, moglie e sorella di Edward.
- David Tattsyrup = Figlio di Edward e Tubbs. Imprenditore poi mostro abominevole.
- Harvey Denton = Allevatore ed amante di rospi, ossessionato dall'igiene e dall'autoerotismo.
- Geoff Tipps = Stupido, rozzo e confusionario businessman.
- Brian Morgan = Businessman dall'aria innocente ed ingenua.
- Mike Harris = Businessman e collega di Geoff, del quale subisce puntualmente le angherie.
- Henry Portrait= Stupido teenager fanatico di film gore.
- Ally Welles= Migliore amico di Henry e un po' più intelligente di quest'ultimo.
- Pop = Rozzo ed invadente edicolante e proprietario di appartamenti, è un "guardone" e maniaco sessuale.
- Herr Wolf Lipp = Insegnante tedesco omosessuale, amante di efebici ragazzi.
- Ollie Plimsolls = Fondatore e leader della compagnia teatrale Legz Akimbo, ha tendenze omofobe.
- Pauline Campbell-Jones = Autoritaria e crudele impiegata dell'ufficio di collocamento.
- Mickey Michaels = Sottoproletario ritardato e disoccupato.
- Ross Gaines = Disoccupato, in realtà è un agente sotto copertura mandato per verificare la condotta di Pauline
- Cathy Carter-Smith = Donna arcigna, prenderà il posto di Pauline all'ufficio di collocamento rivelandosi addirittura peggio di lei.
- Les McQueen = Infermiere in un ricovero per anziani. Ex-chitarrista (fallito) dei Crème Brulee.
- Papa Lazarou = Proprietario e presentatore di un circo. Collezionista di mogli.
- Judee Levinson = Ricca ed attraente vedova snob.
- Alvin Steele = Gestore del Bed & Breakfast Windermere. Amante del giardinaggio.
- Sunny Steele = Moglie di Alvin. Organizzatrice di orge ed "esploratrice del sesso".
- Iris Krell = Casalinga proletaria, cassiera di supermarket e donna delle pulizie di Judee Levinson.
- Daddy = Guru e scienziato del sesso, inventore della Medusa.
- Haig = Amante dei film d'autore e pittore dilettante.
- Dean Tavalouris = Aspirante illusionista e prestidigitatore.
- Professor Erno Breastpinch'd = Poliomielitico intervistatore per ricerche di mercato.
- Luigi (Carl) = Gestore del ristorante italiano Luigi.
- Mr. Heap = Arzillo vecchietto. Primo cliente di Spit & Polish che chiede un "servizio extra".
- Dougal Siepp = Proprietario di un teatro per gatti.